# Provinz Nampula
Die Provinz Nampula liegt im Osten Mosambiks. Sie hat eine Fläche von rund 81.606 km². Auf dieser Fläche leben etwa sechs Millionen Menschen.
Die Hauptstadt der Provinz Nampula ist die Stadt Nampula mit etwa 303.346 Einwohnern.

## Geografie
Die Provinz liegt im Norden Mosambiks an der Küste zum Indischen Ozean. Sie grenzt im Norden an die Provinzen Cabo Delgado und Niassa, und im Südwesten an Zambezia. Ihre nördliche Grenze wird dabei vom Fluss Lúrio und seine südliche vom Ligonha gebildet.

## Bevölkerung
Die Einwohnerzahl der Provinz stieg von 2,4 Millionen bei der Volkszählung 1980 auf 5,7 Millionen bei der Volkszählung 2017 an, womit Nambula die bevölkerungsreichste Provinz von Mosambik ist.
| Zensusjahr | Einwohnerzahl |
| ---------- | ------------- |
| 1980       | 2.402.700     |
| 1990       | 3.063.456     |
| 2007       | 3.985.613     |
| 2017       | 5.758.920     |

Die Provinz ist vorwiegend von Makua bewohnt.

## Wirtschaft
Neben der herkömmlichen Land- und Subsistenzwirtschaft werden vor allem Ananas, Bananen, Baumwolle, Cashewnüsse, Mais, Mangos und Tabak in größeren Agrarbetrieben produziert.

## Ilha de Moçambique
Zu dieser Provinz gehört die Insel Ilha de Moçambique. Sie wurde von der UNESCO 1992 zum Weltkulturerbe erklärt. Der Verlauf von 15 Jahren Bürgerkrieg und dessen Auswirkungen zerstörten ein bis dahin einzigartiges Zusammenleben vieler Kulturen auf dieser Insel und lösten erhebliche Fluchtbewegungen aus.

## Administrative Gliederung
Die Provinz Nampula ist noch einmal in 18 Distrikte unterteilt:
| - Angoche - Eráti - Lalaua - Malema - Meconta - Mecubúri - Memba - Mogincual - Mogovolas | - Moma - Monapo - Mossuril - Muecate - Murrupula - Nacala-a-Velha - Nacarôa - Nampula - Ribauè |